# Fatal Fury: Wild Ambition
Fatal Fury: Wild Ambition (jap. ワイルドアンビション) ist ein Arcade-Fighting-Game, welches Anfang 1999 in den Spielhallen erschien. Eine Version für die PlayStation kam im Juni 1999 in Japan und im Dezember desselben Jahres in Nordamerika auf den Markt. Der Titel erzählt die Geschichte des ersten Teils der Fatal-Fury-Reihe neu. Es war das letzte Arcade-Spiel, welches die relativ erfolglose Hyper-Neo-Geo-64-Hardware nutzte. Es ist das einzige Spiel mit dieser Hardware, welches auf ein anderes System portiert wurde.

## Gameplay
Wie die meisten Titel des Hyper-Neo-Geo-64-Systems erschien es als erster Titel der Reihe in 3D-Grafik. Ansonsten blieb das eigentliche Spielprinzip größtenteils unangetastet. Die Tastenbelegung entspricht der von Real Bout Fatal Fury 2: The Newcomers. Die größte Neuerung ist das Heat Meter (ersetzt das Power Meter), welches mit jeden Angriff weiter aufgefüllt wird und die Attacken kräftiger werden lässt.

### Charaktere
Folgende Charakter sind spielbar:
- Terry Bogard
- Andy Bogard

- Joe Higashi
- Mai Shiranui
- Kim Kaphwan
- Billy Kane

- Raiden
- Ryuji Yamazaki
- Li Xiangfei (Freispielbar in der Arcadefassung)
- Touji Sakata
- Tsugumi Sendo
- Geese Howard (Endgegner, freispielbar)

#### PlayStation-exklusive Charaktere
- Mr. Karate II
- Duck King[3]

## Kritiken
Die Kritiken der Fachpresse sind zumeist durchschnittlich bis gut.